# اوانوکریم
اوانوکریم (به فرانسوی: Djebel Ouanoukrim) یک کوه در مراکش است که در استان حوز واقع شده‌است. اوانوکریم ۴٬۰۸۹ متر بالاتر از سطح دریا واقع شده‌است.